# Pair (Clavier)
Pair est un hameau belge de la commune de Clavier situé en Région wallonne dans le sud-ouest du Condroz liégeois. 
Avant la fusion des communes de 1977, Pair faisait déjà partie de la commune de Clavier.

## Situation
Le hameau est construit sur un tige condrusien à une altitude de 300 m dans un environnement constitué de pâturages et de bosquets. Le bois d'Ochain borde le hameau.
Pair se trouve à côté du hameau de Béemont et du village de Warzée.

## Description
On trouve dans le hameau plusieurs fermettes dont certaines sont construites en pierre calcaire. 
Au milieu de la localité, une vaste place herbeuse, appelée Bati de Pair, avec une pompe à eau du XIXe siècle. 
Cette place est bordée à l'ouest par deux tilleuls séculaires repris sur la liste du patrimoine immobilier classé de Clavier. Derrière ces tilleuls, on découvre la petite église Notre-Dame bâtie au XVIIIe siècle en pierre calcaire et à la toiture recouverte d’ardoises. L'église est entourée par le cimetière lui-même ceint d'un mur de pierre. Autour de cette place, du côté opposé à l'église, se trouve le château de Pair bâti en grès et brique ainsi que son parc arboré.

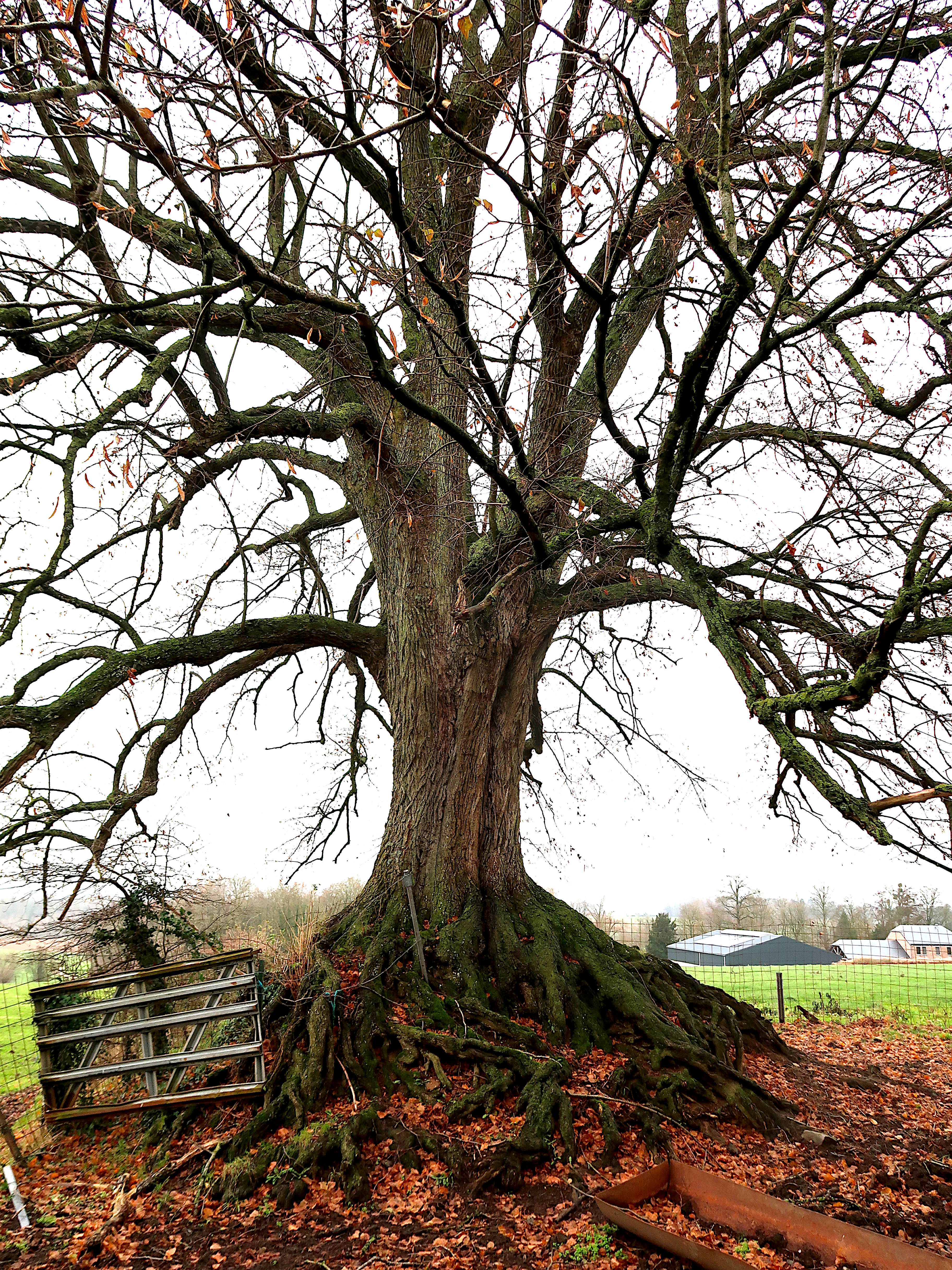
Tilleul de la Patte d'Oie classé
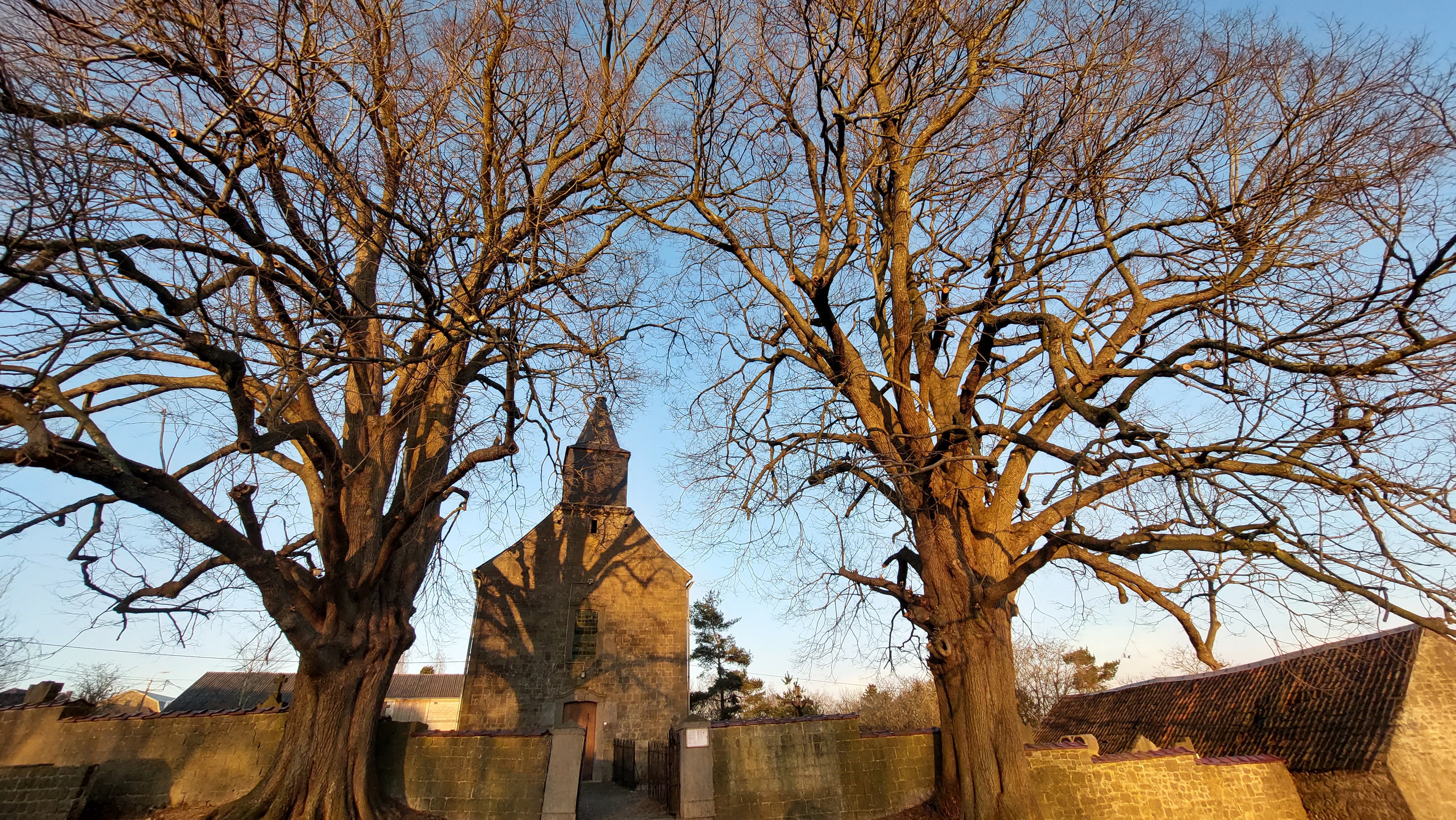
Eglise et tilleuls classés
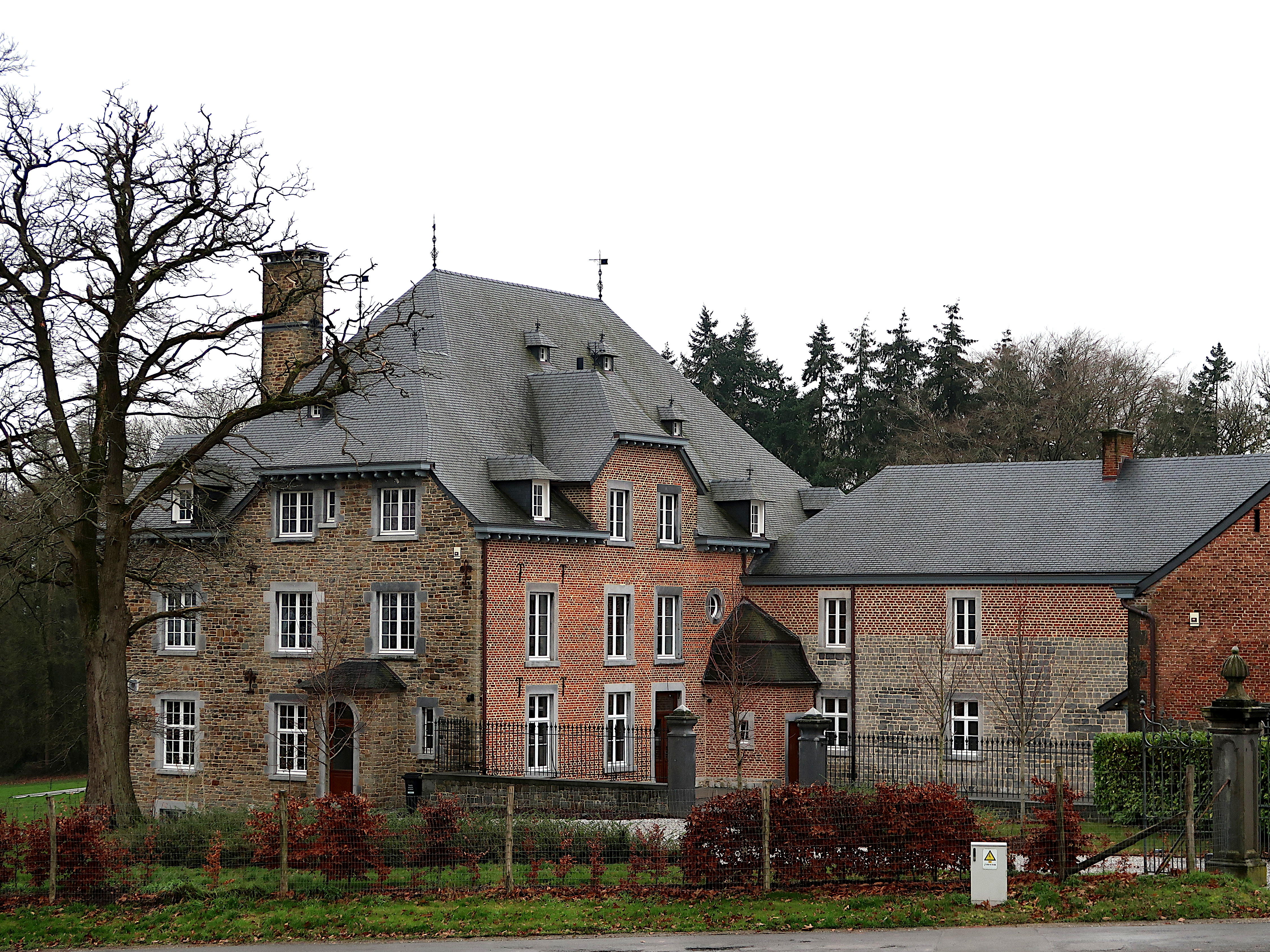
Château de Pair